# IC 4789
IC 4789 ist eine Spiralgalaxie vom Hubble-Typ Sc im Sternbild Pfau am Südsternhimmel. Sie ist schätzungsweise 184 Millionen Lichtjahre von der Milchstraße entfernt und hat einen Durchmesser von etwa 80.000 Lichtjahren.

In der gleichen Himmelsregion befindet sich auch die Galaxie IC 4787.
Das Objekt wurde am 27. August 1900 von DeLisle Stewart entdeckt.